# Усть-Киренга
Усть-Киренга — село в Киренском районе Иркутской области. Входит в Макаровское муниципальное образование.
Находится на левом берегу реки Киренга, в 26 км к юго-востоку от центра сельского поселения, села Макарово.

## Население
| 2002 | 2010 | 2011 | 2012 |
| ---- | ---- | ---- | ---- |
| 87   | ↘57  | →57  | ↘54  |